# San Miguel de Cozumel
San Miguel de Cozumel – miasto położone na zachodnim wybrzeżu meksykańskiej wyspy Cozumel w stanie Quintana Roo. Jest siedzibą władz gminy Cozumel. W mieście znajduje się międzynarodowy port lotniczy oraz port z nabrzeżem zdolnym do przyjęcia wielu jachtów morskich oraz największych statków wycieczkowych o wyporności do 140 tys. ton.